# Ptinus elbrusicola
Ptinus elbrusicola là một loài bọ cánh cứng trong họ Ptinidae. Loài này được Fleischer miêu tả khoa học năm 1915.